# Ohligser Heide
Die Ohligser Heide ist ein in Teilen bewaldetes ehemaliges Heidegebiet im Stadtgebiet von Solingen-Ohligs in Nordrhein-Westfalen. Sie ist Bestandteil der Bergischen Heideterrasse und gehört zum Naturraum Hilden-Lintorfer Sandterrassen. Sie steht unter Naturschutz. Durch Rodungen soll langfristig wieder eine größere Heidefläche als ursprüngliche Kulturlandschaft entstehen.

## Gebietsbeschreibung
Das Naturschutzgebiet ist auf 147,24 Hektar festgesetzt und grenzt im Westen an die Bundesautobahn 3 (A 3). Dort befindet sich ein Rastplatz mit dem Namen „Ohligser Heide“. Begrenzt ist es im Norden durch die S-Bahn Rhein-Ruhr (S 1). Im Osten liegt an der Grenze des Heidegebietes der Waldfriedhof Solingen. Den südlichen Rand bilden die Schwanenstraße und Langhansstraße. Am nördlichen Rand – außerhalb des Naturschutzgebietes Ohligser Heide – liegt der Engelsberger Hof, ein ehemaliges Gut, das seit Beginn des 20. Jahrhunderts unter verschiedenen Besitzern und Pächtern als Ausflugslokal und Restaurant betrieben wird.
Mitten in der Ohligser Heide liegen ein größerer See mit ca. 80 Metern Durchmesser und das Freibad Heide. Im Rahmen des Naturschutzes gibt es jahrelange Bestrebungen, das Heidebad mittelfristig zu schließen, um auch diesen stark frequentierten Bereich wieder in einen natürlichen Zustand zurückzuversetzen. Dieses Begehren scheiterte bislang am Willen der Bevölkerung, soll aber nach Ansicht der Stadt Solingen in naher Zukunft durchgesetzt werden.
Seit Pfingsten 2014 wird die Ohligser Heide zur Schaf- und Ziegenbeweidung genutzt. So sollen die Arten im Rahmen des Naturschutzes im Naturschutzgebiet erhalten werden.

## Schutzziele
Die Festsetzung des Gebietes als Naturschutzgebiet erfolgt
- zum Erhalt und zur Entwicklung eines strukturreichen Mosaiks aus Feuchtheide, Moor, Bruch- und Moorwald, naturnahen Fließgewässern, dystrophen Stillgewässern, aber auch Röhricht in den feuchten Niederungen sowie Trockenheide, offenen Sandflächen sowie Eichen-Birken-Wäldern auf den erhöhten Dünenbereichen.
- wegen der besonderen floristischen und faunistischen Artenvielfaltung und seines Artenreichtums,
- wegen der Seltenheit der besonderen Lebensraumtypen, der Eigenart und Schönheit des Gebietes,
- wegen des Vorkommens von selten, gefährdeten und bestandsbedrohten Pflanzen- und Tierarten.

Zu den im Naturschutzgebiet vorkommenden zahlreichen selten und gefährdeten Pflanzenarten gehören u. a.: Viele Torfmoosarten (Sphagnum spec.), Englischer Ginster (Genista anglica), Königsfarn (Osmunda regalis), Gagelstrauch (Myrica gale), Rundblättriger Sonnentau (Drosera rotundifolia) und Lungen-Enzian (Gentiana pneumonanthe).
Bei den im Gebiet heimischen seltenen und gefährdeten Tierarten sind hervorzuheben: Wespenbussard (Pernis apivorus), Schwarzspecht (Dryocopus martius), Ringelnatter (Natrix natrix), Grasfrosch (Rana temporaria), etliche auf Moor, Sumpf und Heide spezialisierte Libellen- und Heuschreckenarten.

## Schutzvorschriften
Die Ohligser Heide wurde zum größten Teil schon 1952 rechtsverbindlich unter Naturschutz gestellt und dieser Schutzstatus wurde in den von der Stadt Solingen aufgestellten Landschaftsplänen – zuletzt 2004 – immer weiter fortgeschrieben. In Naturschutzgebieten sind nach BNatG § 23 Abs. 2 alle Handlungen verboten, die zu einer Zerstörung, Beschädigung oder Veränderung des geschützten Gebietes oder seiner Bestandteile oder zu einer nachhaltigen Störung führen können. Der Landschaftsplan benennt dazu 33 konkrete Verbote und Nutzungseinschränkungen, die in den Naturschutzgebieten zu beachten sind. Insbesondere dürfen Besucher keine Flächen außerhalb der befestigten oder gekennzeichneten Wege, Straßen und Stellflächen betreten. Hunde sind an der Leine zu führen. Pflanzen und wildlebende Tiere dürfen weder gestört, beschädigt noch dem NSG entnommen oder in diesem ausgesetzt werden. Speziell für die Ohligser Heide darf der Boden weder physikalisch noch chemisch bzw. in seiner Wasserführung verändert werden, bei Wegebauarbeiten nur Grauwacke und Kies verwendet werden und Gewässernutzungen jeglicher Art sind untersagt.

## Galerie

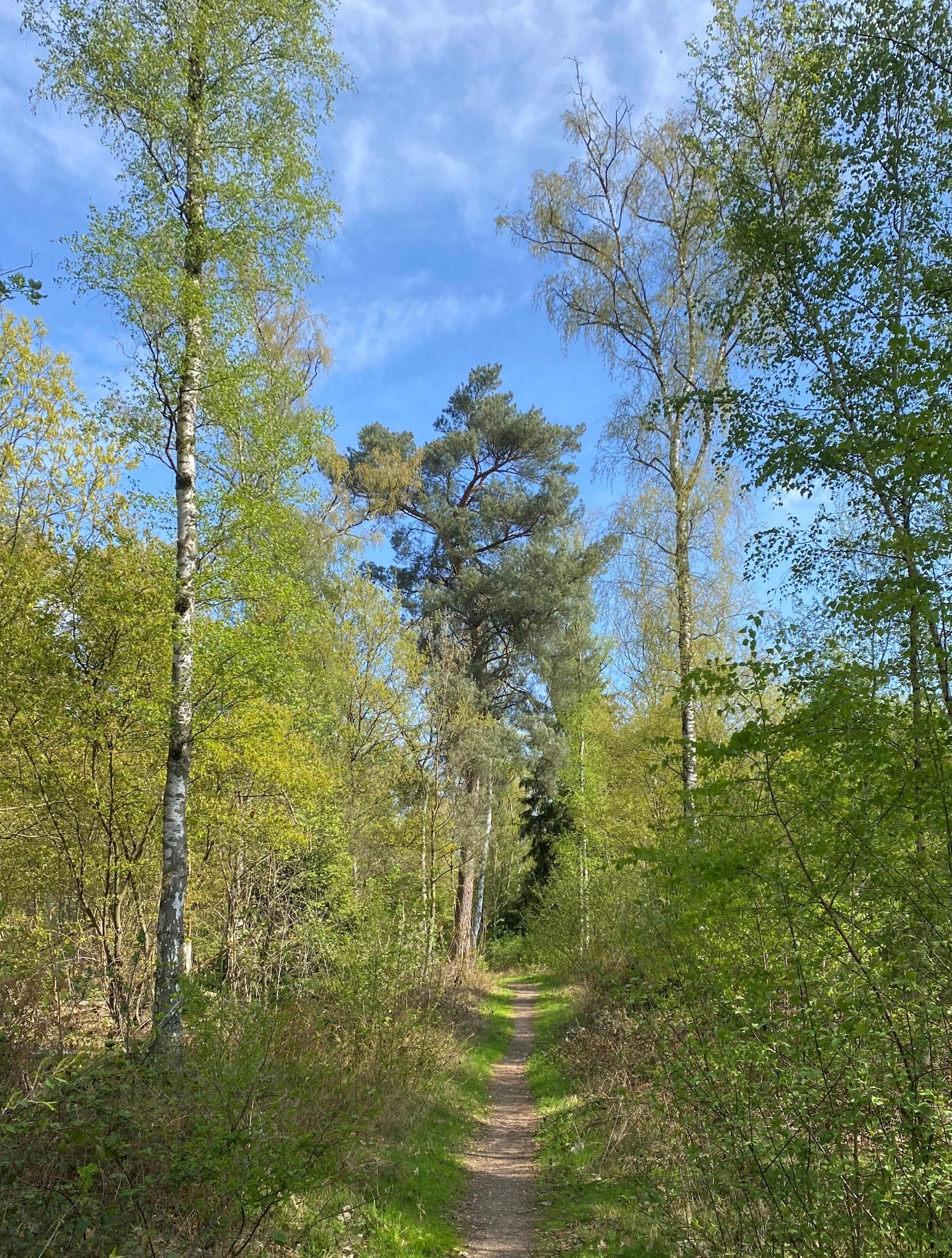
Heide-Weg mit Kiefer und Sandbirken
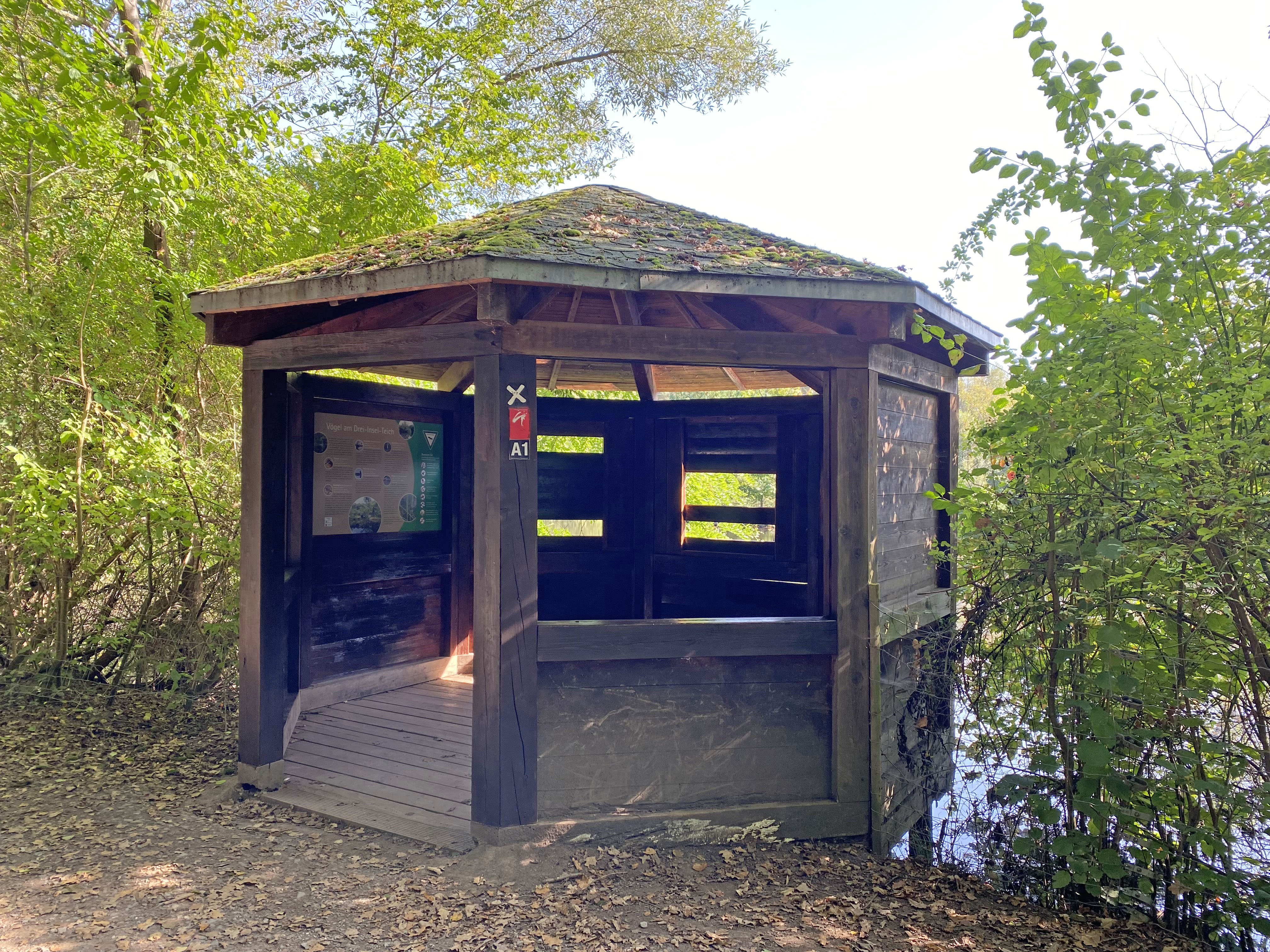
Vogelbeobachtungsstation 3-Insel-Teich
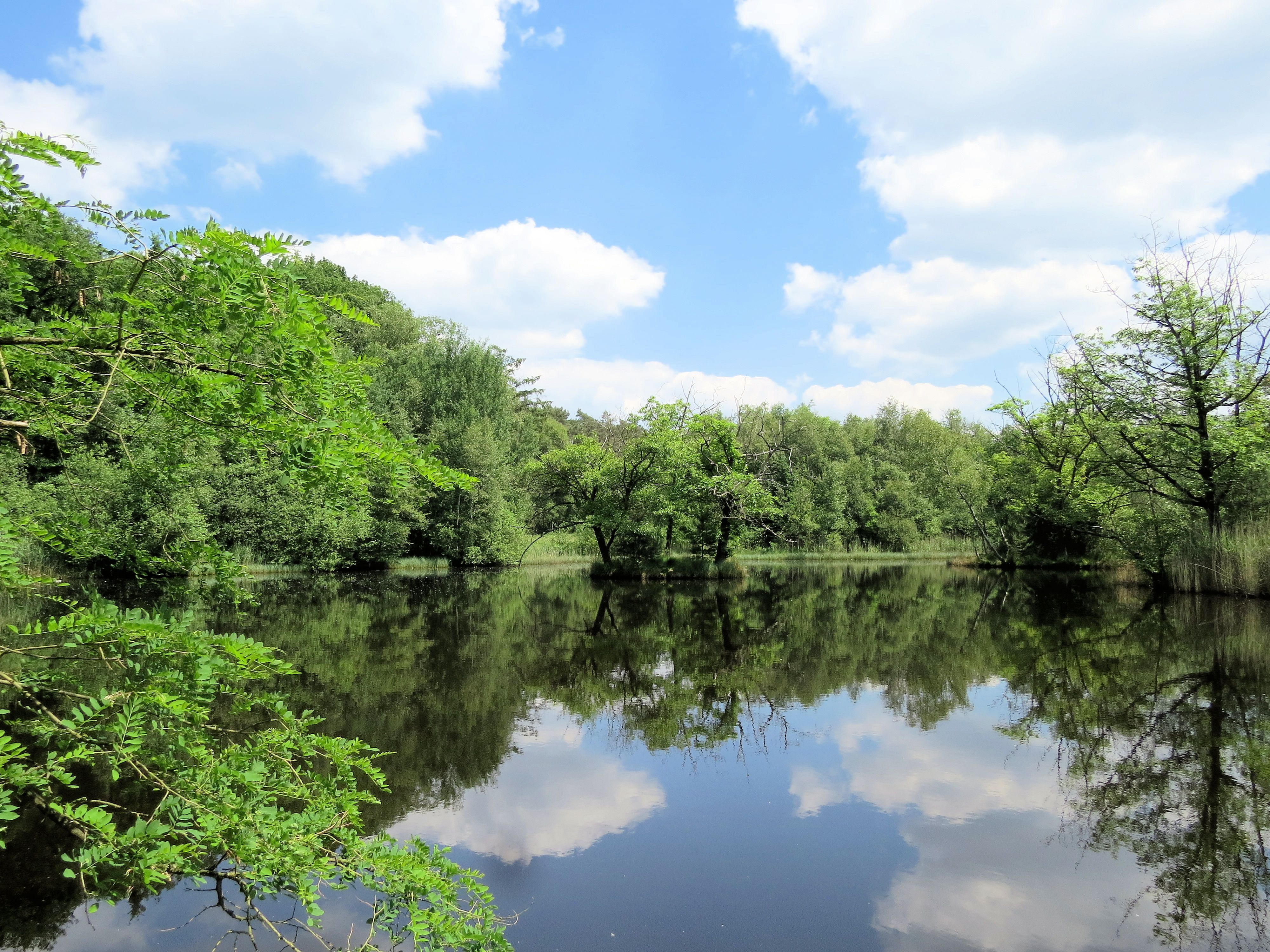
See im Naturschutzgebiet Ohligser Heide
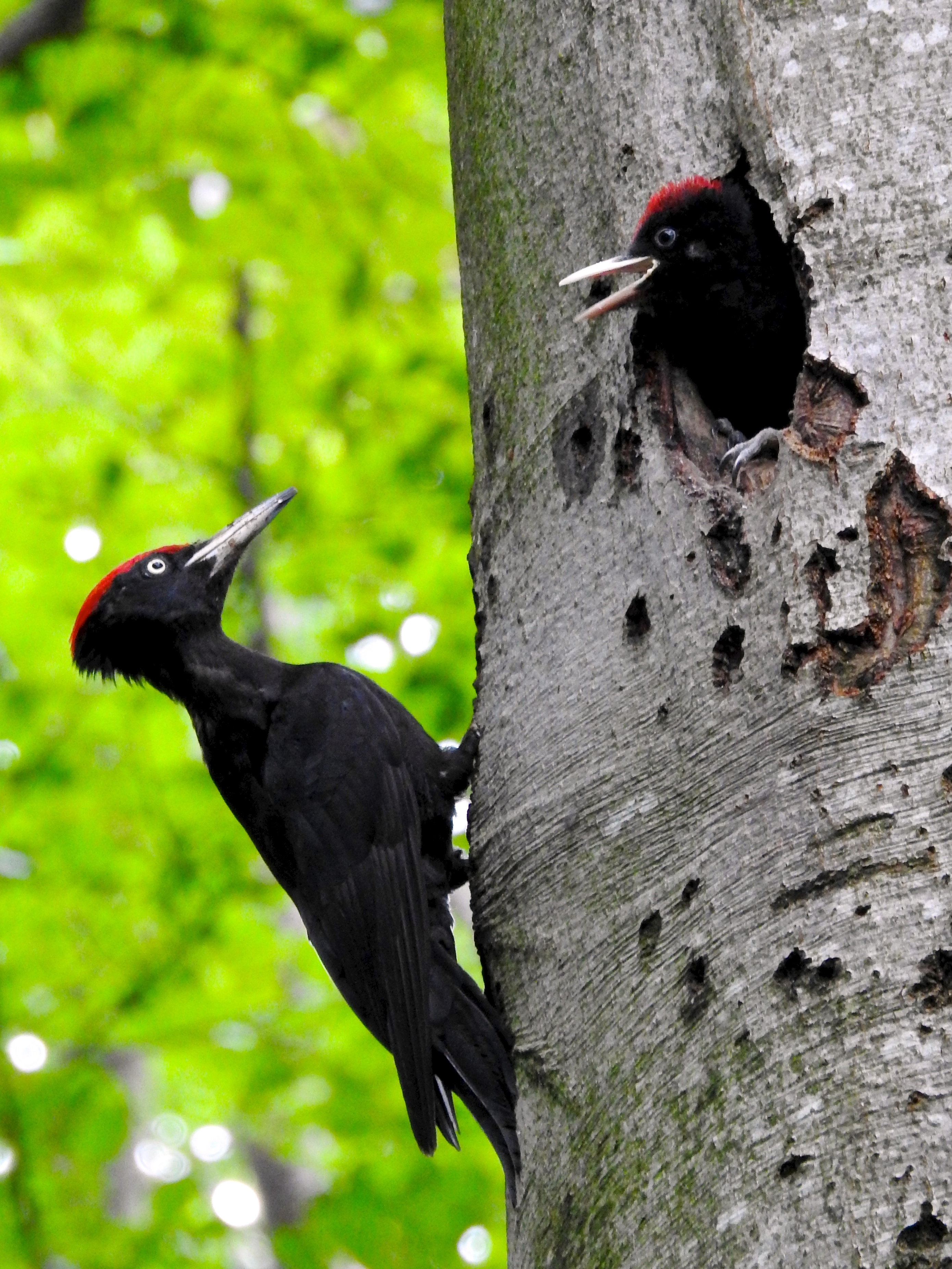
Schwarzspecht (Dryocopus martius)
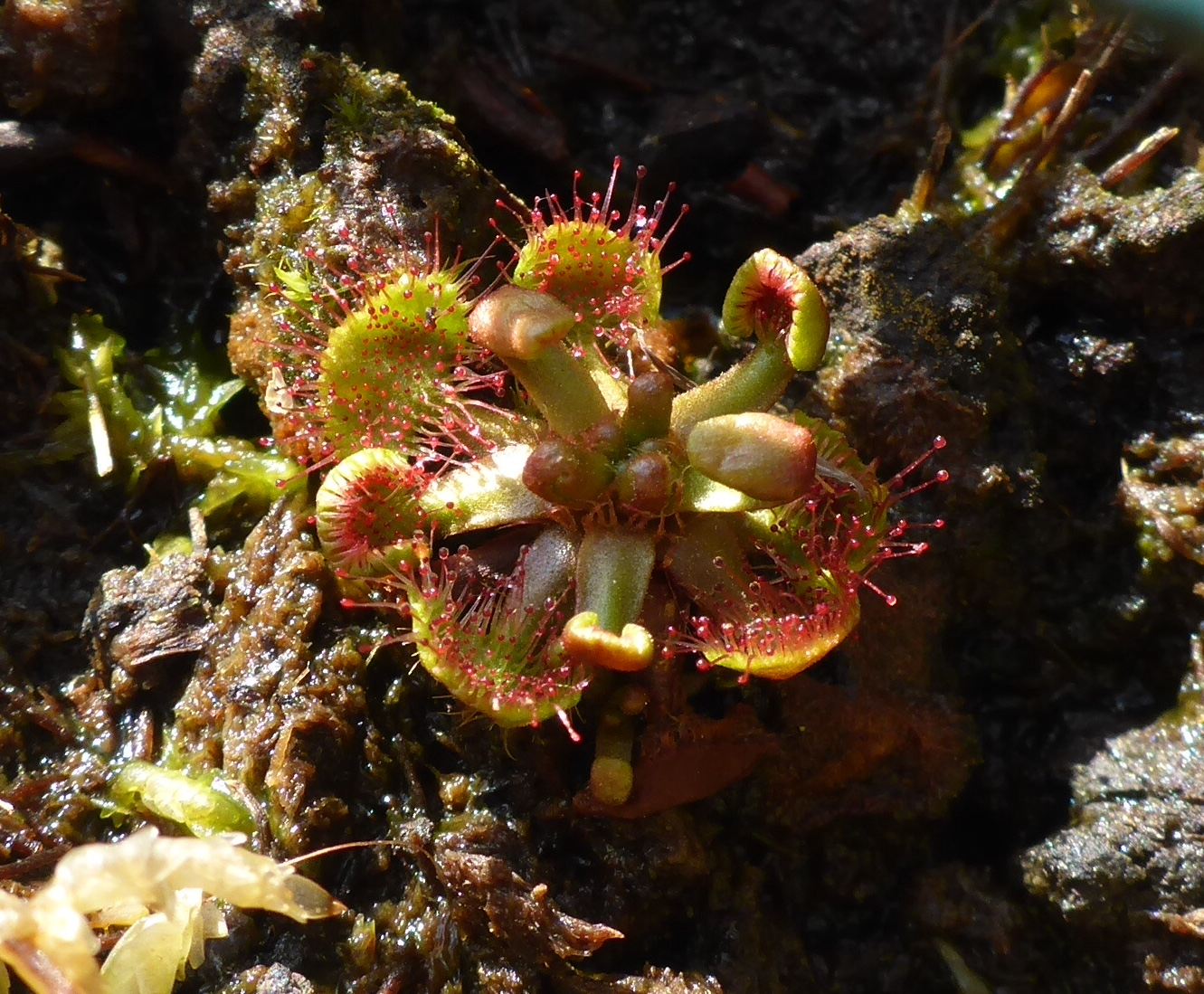
Rundblättriger Sonnentau (Drosera rotundifolia)
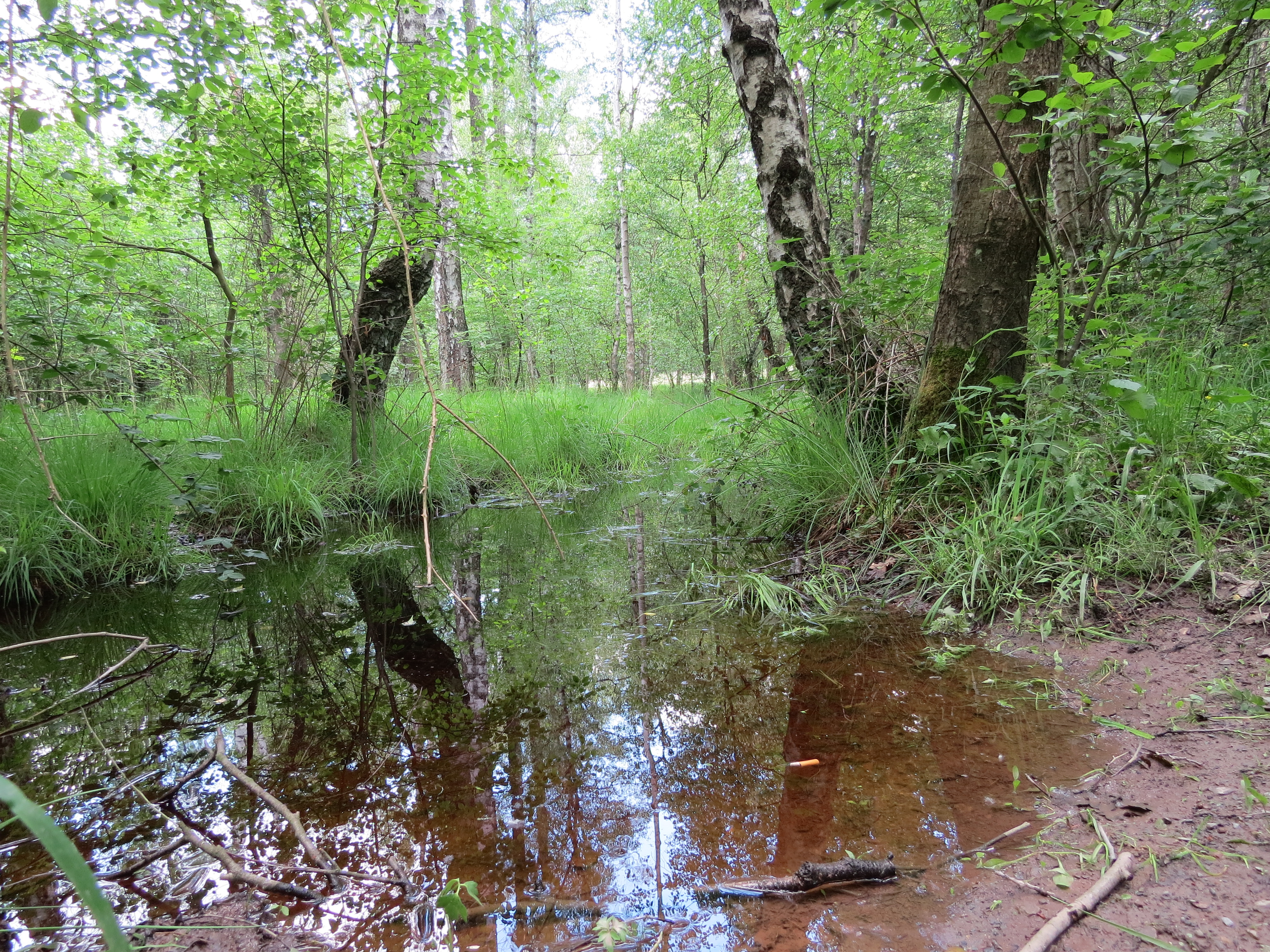
Moorwald im Naturschutzgebiet Ohligser Heide
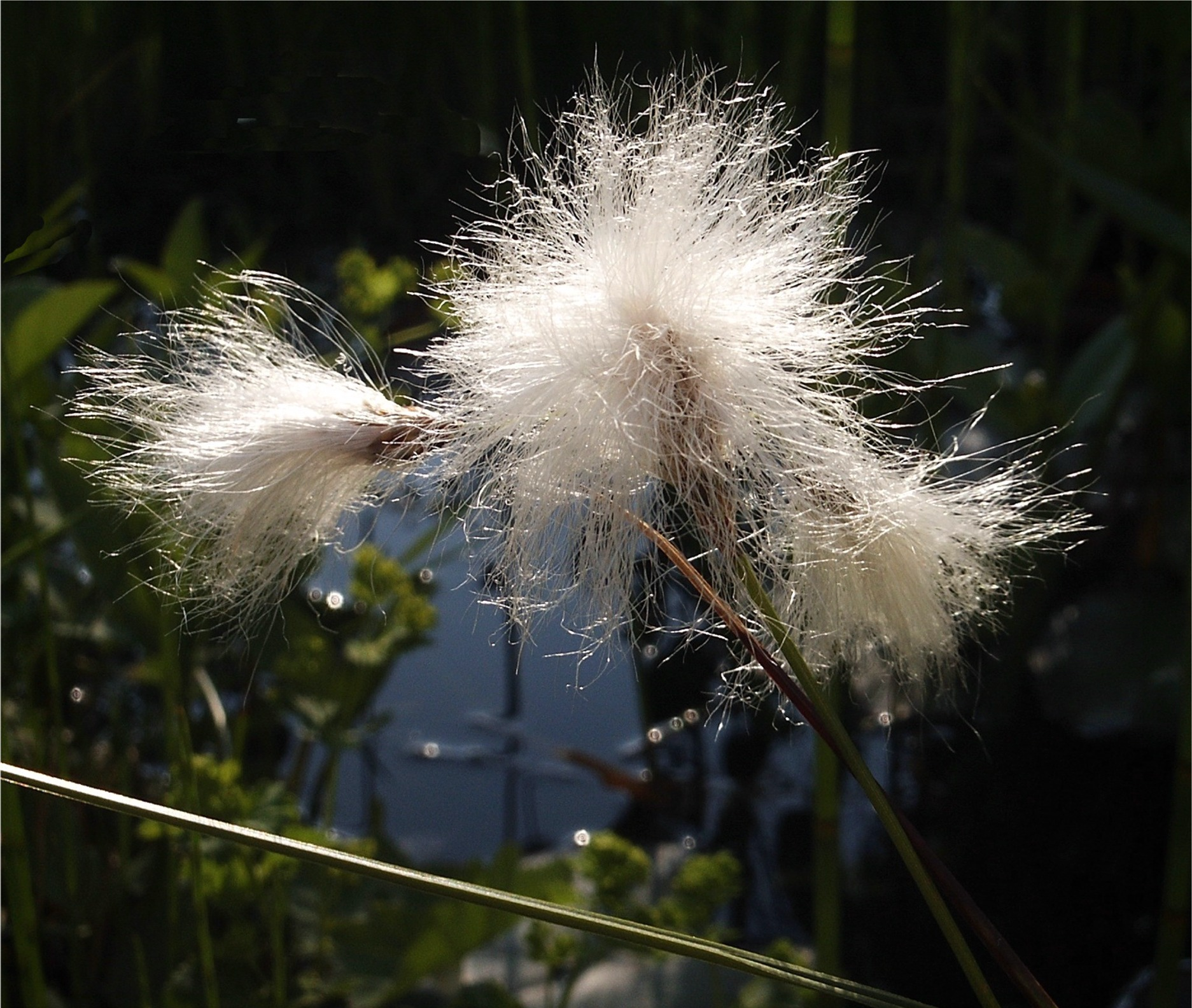
Schmalblättriges Wollgras (Eriophorum angustifolium)
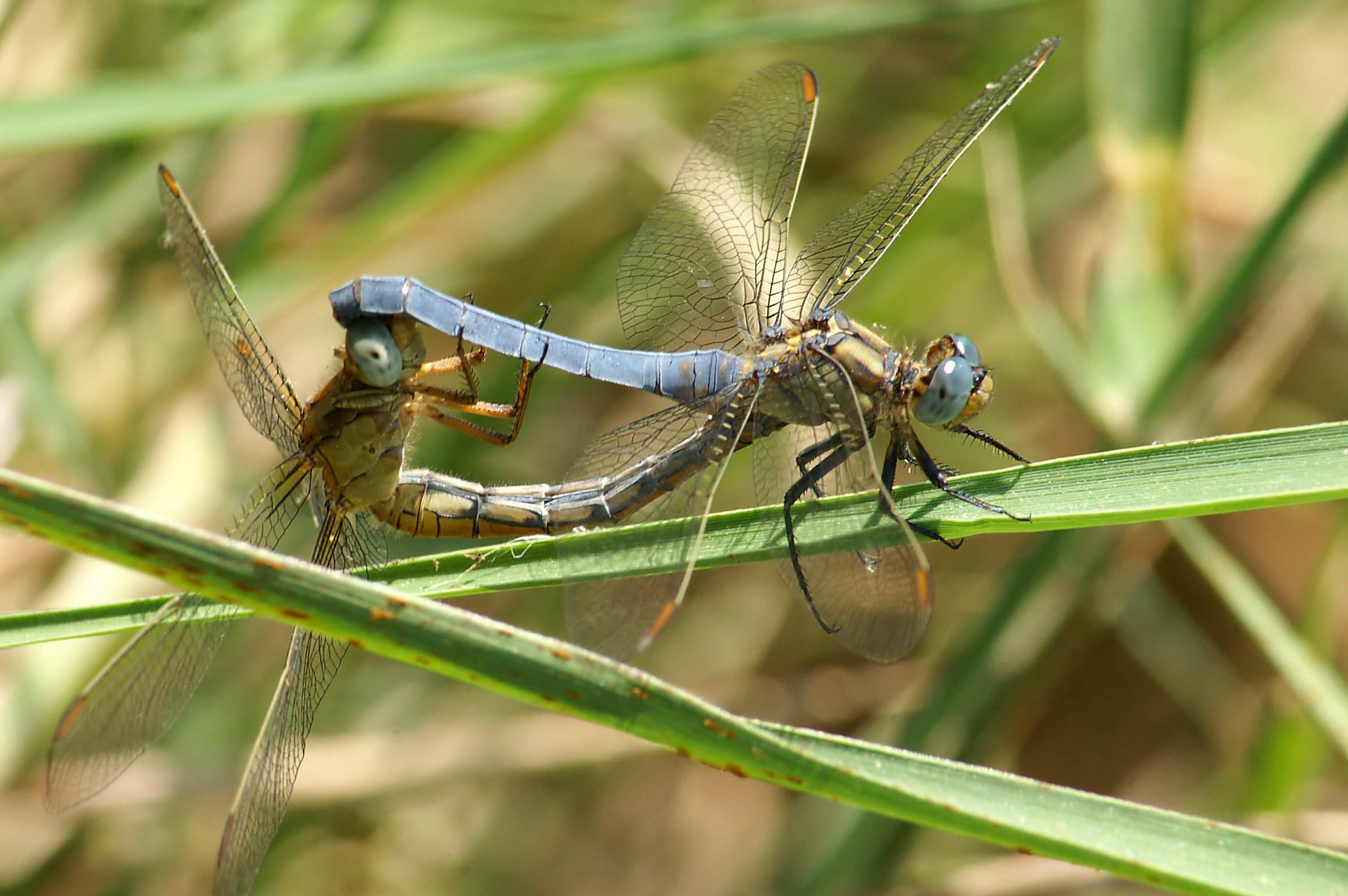
Kleine Blaupfeile im Paarungsrad (Orthetrum coerulescens)
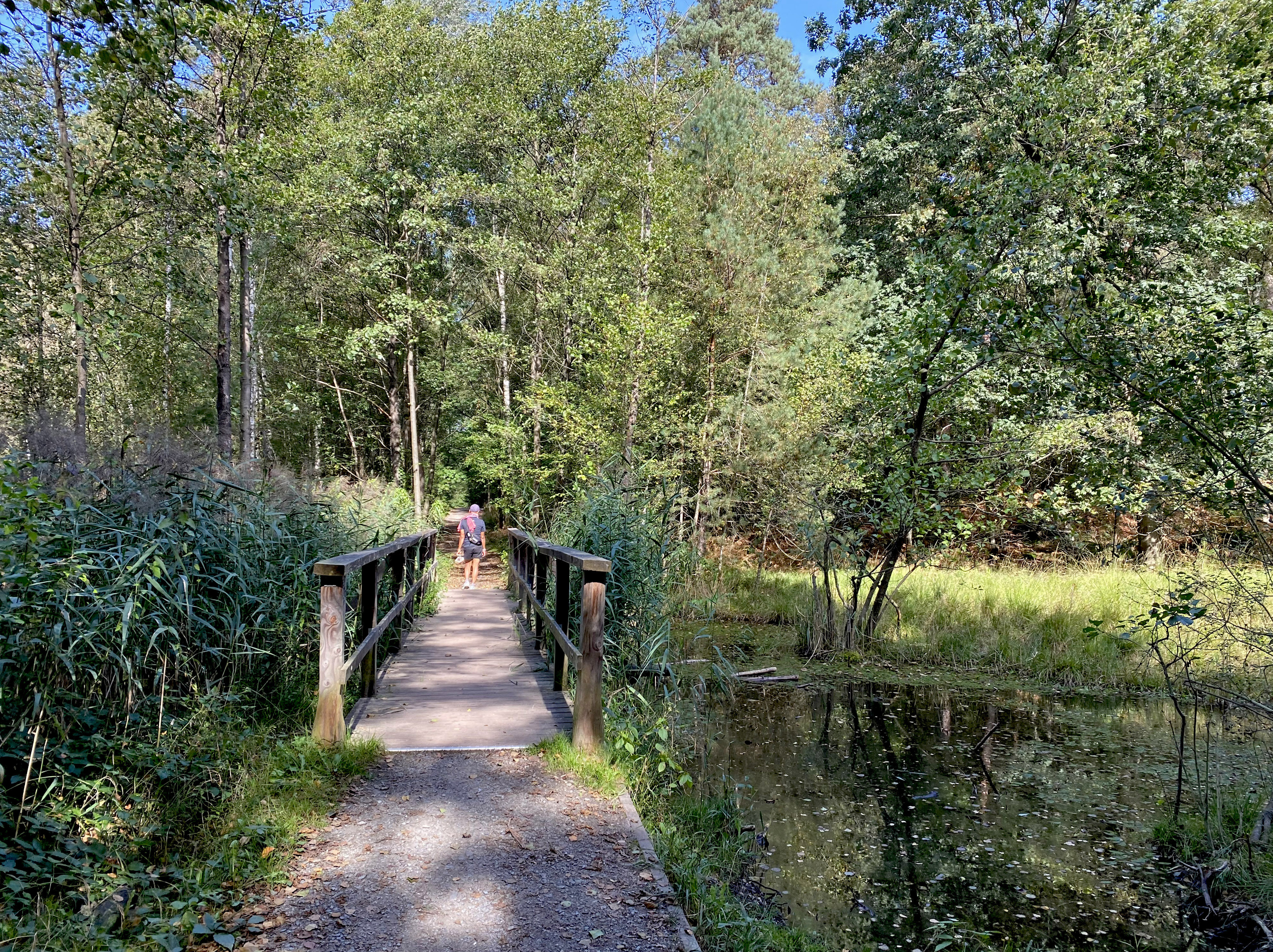
Besucherweg im NSG
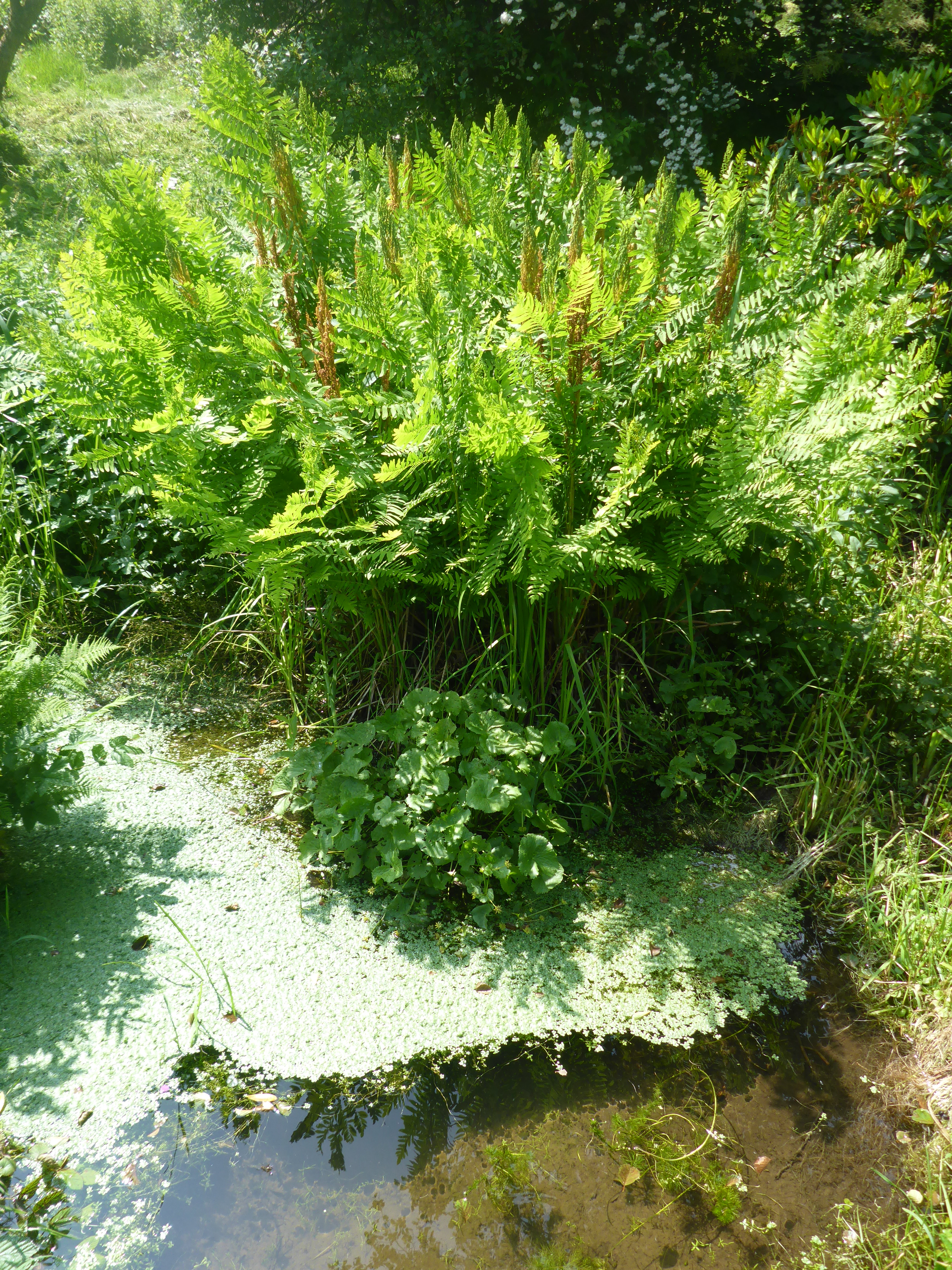
Königsfarn (Osmunda regalis)
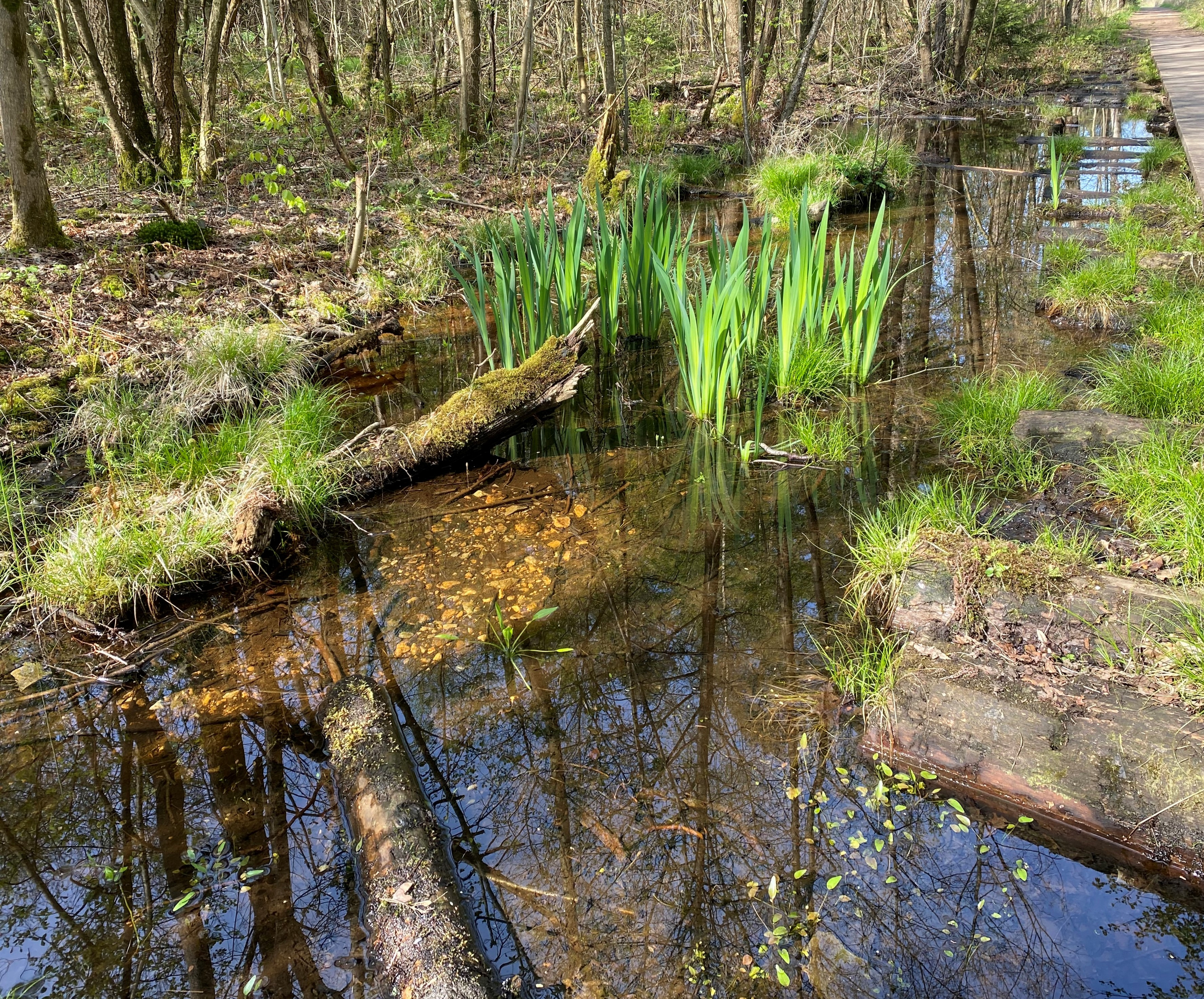
Moorgraben mit Sumpf-Schwertlilien und Froschlöffel
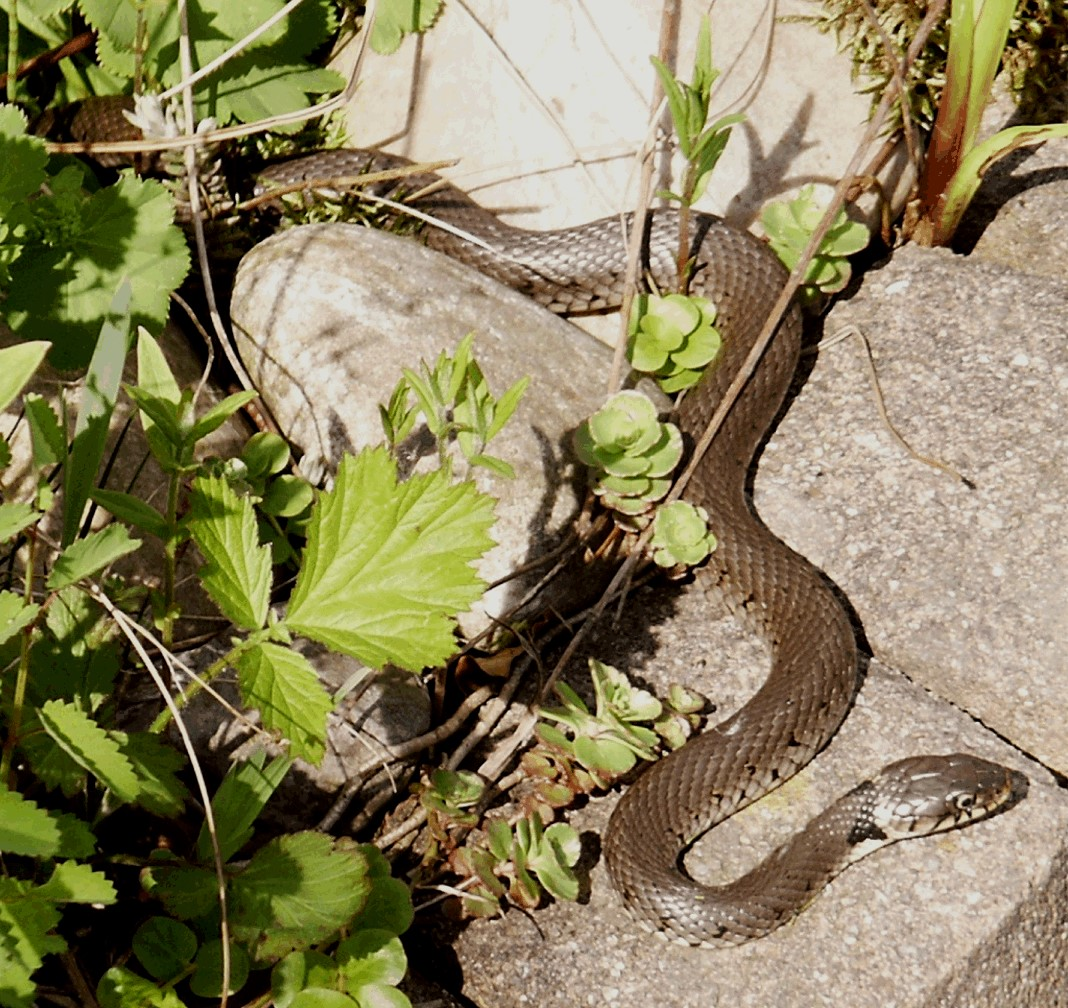
Ringelnatter (Natrix natrix)
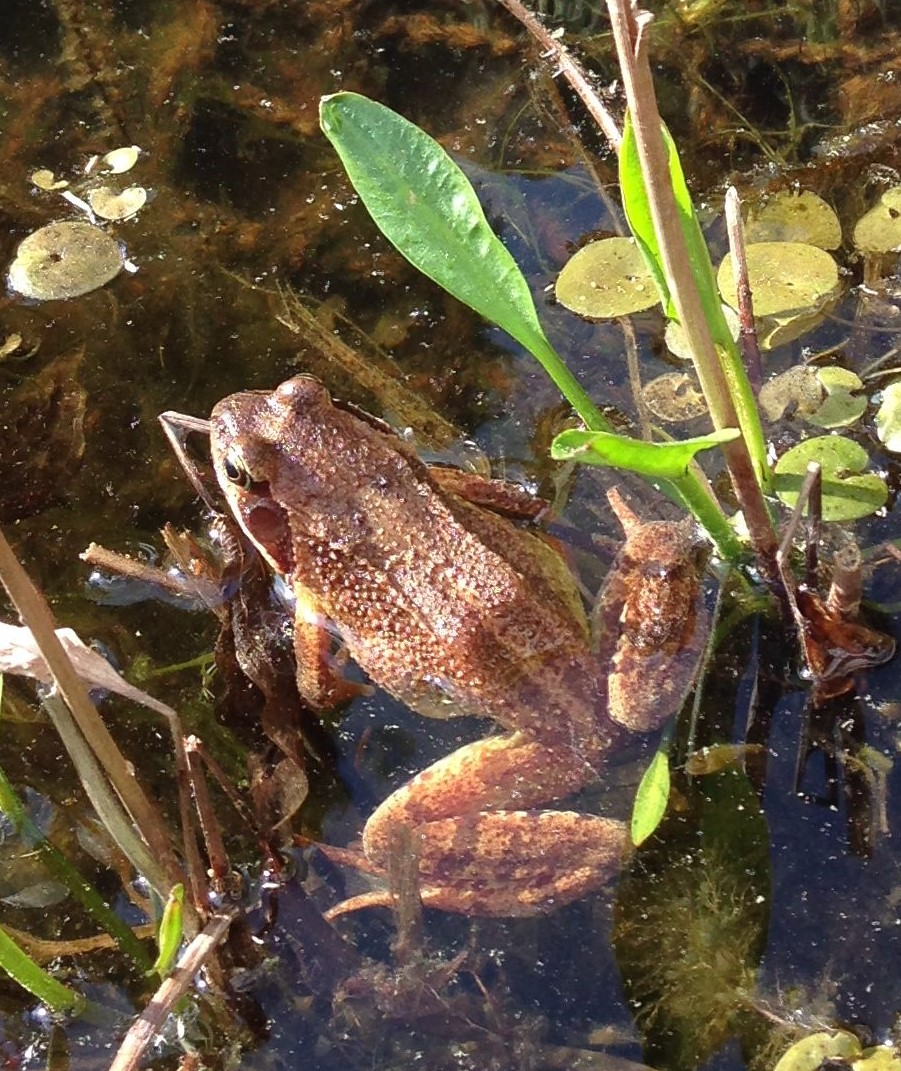
Grasfrosch (Rana temporaria)
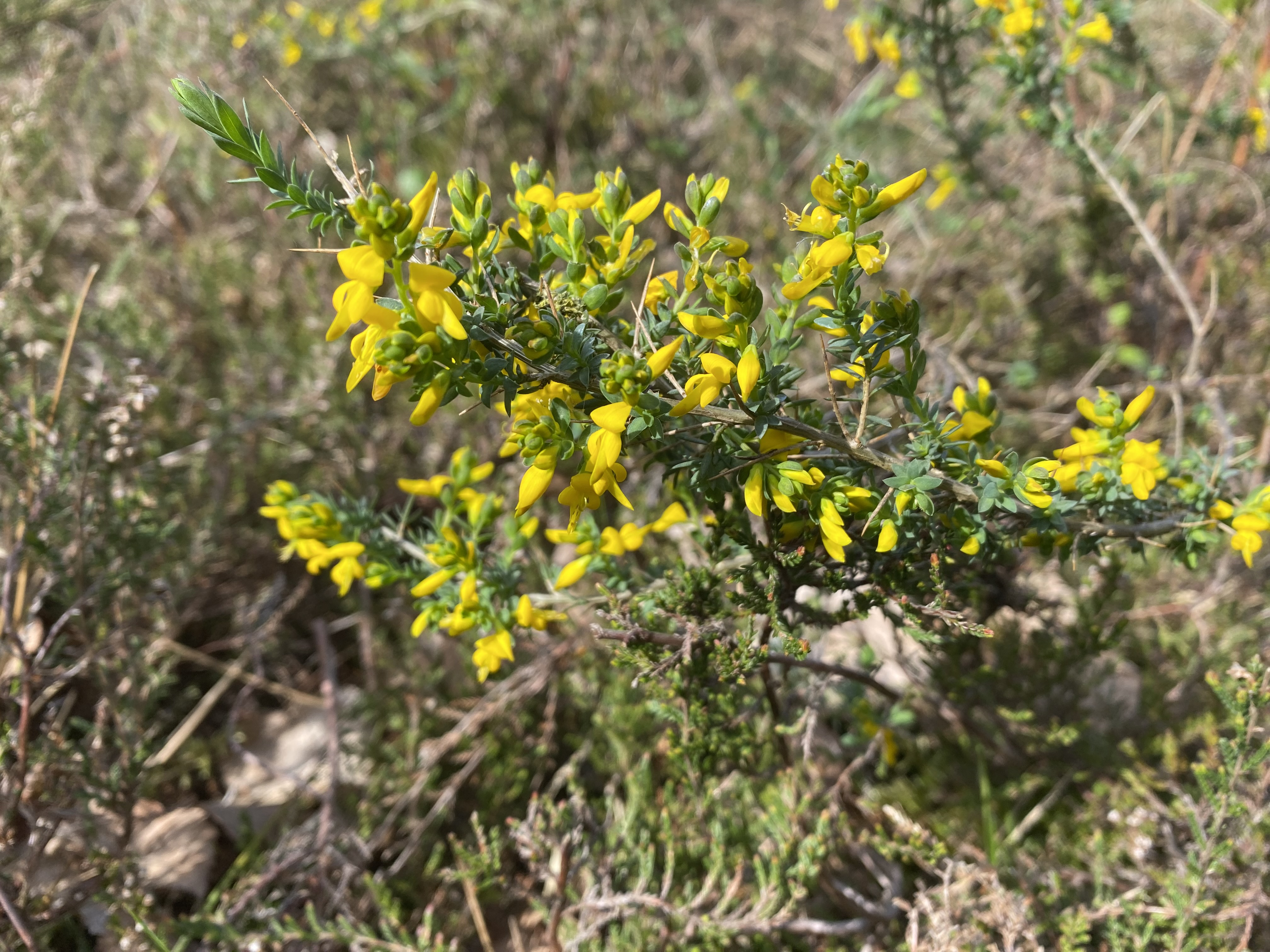
Englischer Ginster (Genista anglica)
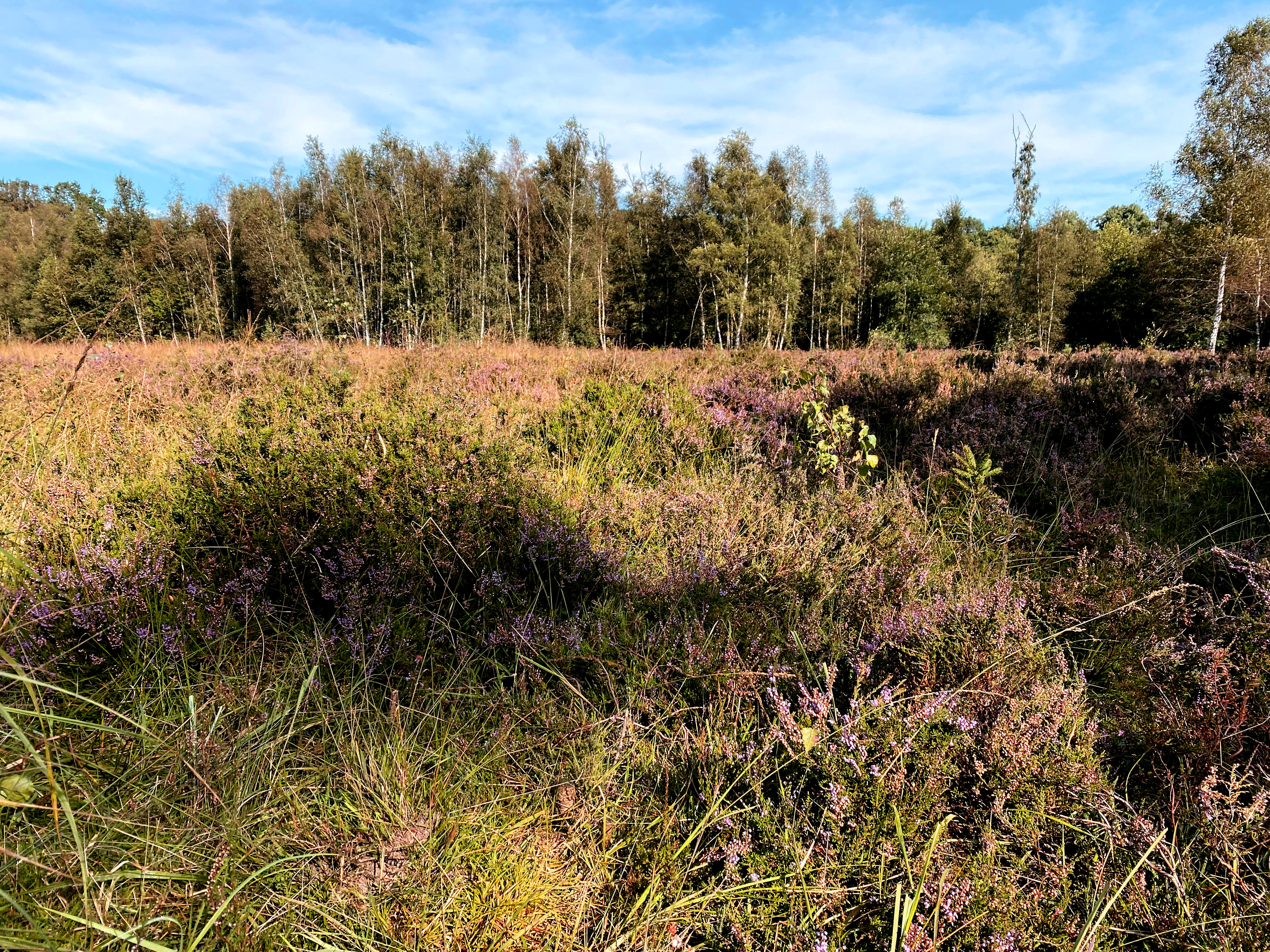
Ohligser Heide in Herbstfarben
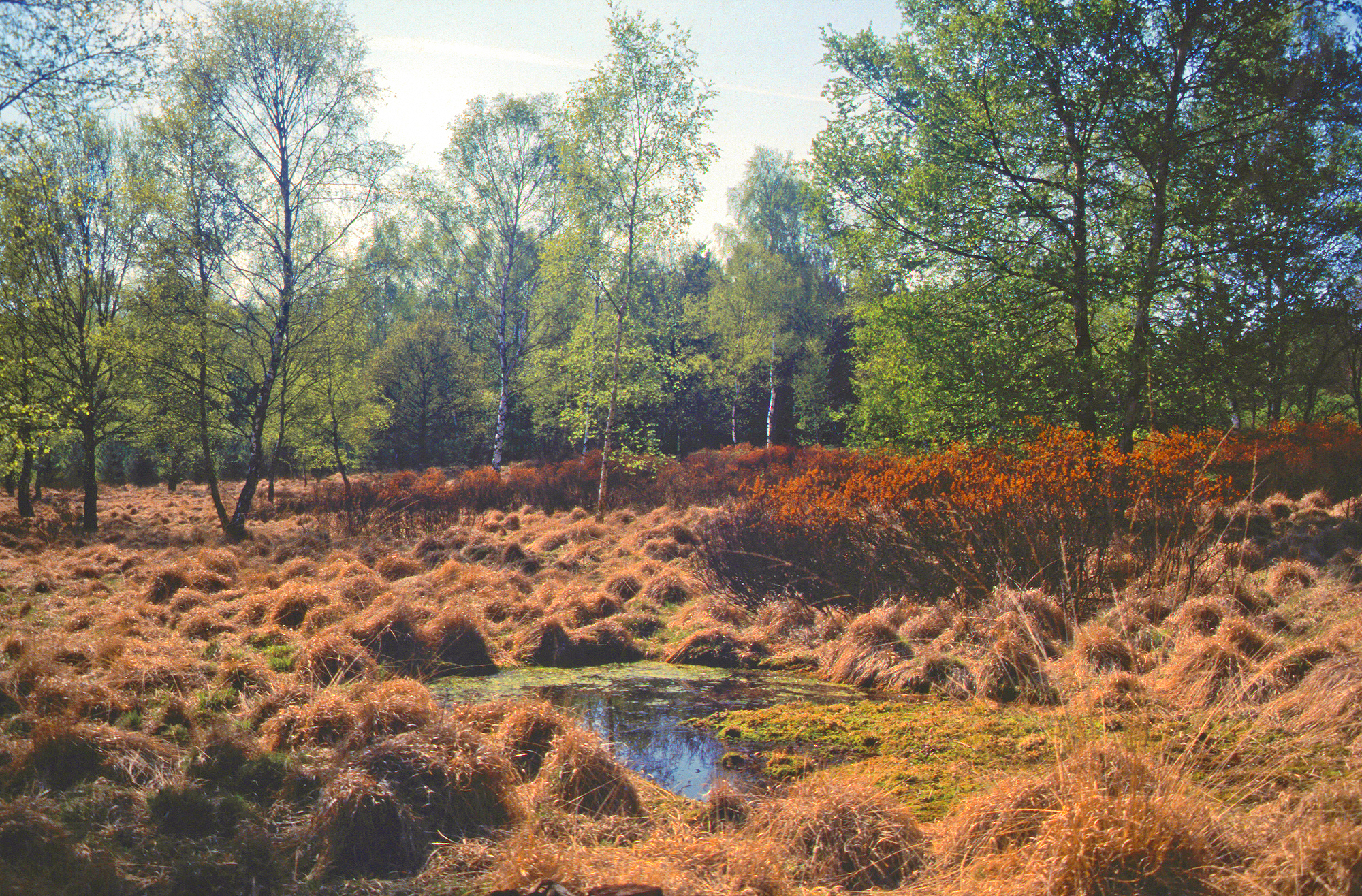
Heidemoor mit blühendem Gagelstrauch im Hintergrund, vorn ein Kolk, umgeben von Grasbulten